# Rheumaptera completa
Rheumaptera completa är en fjärilsart som beskrevs av Barend J. Lempke 1950. Rheumaptera completa ingår i släktet Rheumaptera och familjen mätare. Inga underarter finns listade.